# إيغور يوغوفيتش
إيغور يوغوفيتش (بالكرواتية: Igor Jugović)‏ هو لاعب كرة قدم كرواتي في مركز الوسط، ولد في 23 يناير 1989 في زغرب في كرواتيا. شارك مع منتخب كرواتيا تحت 17 سنة لكرة القدم ومنتخب كرواتيا تحت 18 سنة لكرة القدم ومنتخب كرواتيا تحت 19 سنة لكرة القدم. أما مع النوادي، فقد لعب مع نادي إسترا 1961 ونادي إيرتيش بافلودار ونادي تساليه ونادي زغرب ونادي سلافن بيلوبو ونادي شريف تيراسبول.

## وصلات خارجية
- إيغور يوغوفيتش على موقع قاعدة بيانات كرة القدم.إي يو (الإنجليزية)
- إيغور يوغوفيتش على موقع Soccerway.com (الإنجليزية)